# Saint-Avold
Saint-Avold település Franciaországban, Moselle megyében. Lakosainak száma 14 828 fő (2022. január 1.). Saint-Avold Boucheporn, Carling, Folschviller, Freyming-Merlebach, Hombourg-Haut, L’Hôpital, Laudrefang, Longeville-lès-Saint-Avold, Macheren, Porcelette, Valmont és Diesen községekkel határos.

## Népesség
A település népessége az elmúlt években az alábbi módon változott:
| Lakosok száma | 16 280 | 16 485 | 16 533 | 16 915 | 16 126 | 15 748 | 15 483 | 15 415 | 15 171 | 14 828 |
|               | 1968   | 1982   | 1990   | 2006   | 2013   | 2015   | 2017   | 2019   | 2020   | 2022   |